# Spend the Night
Spend the Night è il quinto album della rock band statunitense The Donnas, pubblicato nel 2002 dalla Atlantic Records.

## Tracce
1. It's on the Rocks – 2:54
2. Take it Off – 2:40
3. Who Invited You – 3:30
4. All Messed Up – 3:11
5. Dirty Denim – 3:26
6. You Wanna Get Me High – 2:55
7. I Don't Care (So There) – 2:47
8. Pass it Around – 3:27
9. Too Bad About Your Girl – 2:50
10. Not the One – 2:46
11. Please Don't Tease – 2:51
12. Take Me to the Backseat – 2:22
13. 5 o'Clock in the Morning – 4:13
14. Big Rig (International bonus track)
15. Backstage (bonus track giapponese)

## Formazione
- Donna A. - voce
- Donna R. - chitarra, voce
- Donna F. - basso, voce
- Donna C. - batteria, percussioni

### Altri musicisti
- The Hellacopters - cori

## Produzione
- Produttori:  Jason Carmer e Robert Shimp (CD), David Anthony e Gloria Gabriel (DVD)
- Ingegneri: Sean Beresford, Jason Carmer, Dime Assistant, Clint Roth, Robert Shimp
- Assistenti ingegneri: Jesse Nichols, Michael Rosen
- Missaggio: Chris Lord-Alge
- Masterizzazione: Emily Lazar
- Assistente masterizzazione: Sarah Register
- Supervisore audio: Scott Smith
- A&R: Nick Casinelli, Mary Gormley
- Tecnico della batteria: Paul Revelli
- Direzione artistica: Christina Dittmar
- Concept copertina: The Donnas
- Grafica: Stephen Stickler
- Fotografia: Stephen Stickler
- Foto di copertina: Stephen Stickler
- Direzione: Popglory Art
- Riprese: The Donnas, Tim Baker, Jackie Kelso
- Animazione: Chris Becker
- Intervistatore: Andy Dick
- Intervistate: The Donnas
- Modello: Davy Newkirk